# Örnen (TV-serie)
Örnen är en dansk TV-serie från 2004–2006 med DR som huvudproducent, vilken sändes i Sverige från hösten 2005. Serien är bland annat Emmybelönad. Den skrevs av Mai Brostrøm och Peter Thorsboe som den mittersta delen i deras kriminaltrilogi som inleddes med Mordkommissionen (2000–2004) och avslutades med Livvakterna (2009–2010).

## Handling
Hallgrim Ørn "Örnen" Hallgrimsson (Jens Albinus) arbetar för Rigspolitiets Særlige Afdeling som ägnar sig åt att lösa transnationell brottslighet. Förutom den yttre dramatiken med spaning, skottlossning och bomber finns även en inre dramatik. Örnen hade en traumatisk barndom på Island och har ett komplicerat kärleksliv med ofta flera kvinnor samtidigt.

## Om serien
TV-serien är en samproduktion mellan danska DR och Norsk Rikskringkastning, Sveriges Television, isländska Ríkísútvarpið samt tyska ZDF och ZDF Enterprises. Huvuddelen av handlingen är förlagd till Köpenhamn och Danmark, men mycket av handlingen sker även i de länder vars tv-bolag står som medproducenter. Exempelvis har huvudpersonen givits isländskt påbrå och flera avsnitt har delvis utspelat sig i Norge, Sverige och Tyskland. Även flera av skådespelarna kommer från de samproducerande länderna. Ørnens far spelas till exempel - på säregen, hemkokt isländska - av Hans Alfredson.
Efter att det elfte avsnittet visats i SVT1 i januari 2006 skrev Jens Christian Brandt, en journalist som arbetade för Expressen och Judisk Krönika, en krönika där han anklagade serien för att vara antisemitisk. Avsnittet handlade till stor del om rollfiguren Benjamin Stern (Shanti Roney) som bland annat ägnade sig åt barnpornografi och utpressning. Då karaktären Stern var israel menade Brandt i sin krönika att det fanns likheter mellan händelserna i serien och "antisemitiska klichéer". Han gav även upphov till konspirationsteorier om att karaktären i fråga medvetet givits namnet "Stern" för att väcka associationer till terrororganisationen Lehi, även pejorativt benämnd Sternligan. Brandt tyckte det var "obegripligt" att SVT sände programmet och att de "betalat för att stå som samproducent till populistbroilern". Brandts angrepp väckte emellertid föga gehör inom svenska (eller danska) media.

## Rollista (i urval)
- Jens Albinus - Hallgrim Ørn Hallgrimsson
- Ghita Nørby - Thea Nellemann
- Marina Bouras - Marie Wied
- Steen Stig Lommer - Villy Frandsen
- Janus Nabil Bakrawi - Nazim Talawi
- Susan Olsen - Ditte Hansen
- David Owe - Michael Kristensen
- Thomas W. Gabrielsson - Sergej Varsjinskij, rysk gangster, tidigare kulturattache i Danmark
- Elva Ósk Ólafsdóttir - Johanna, Hallgrims syster
- Morten Lützhøft - Holsøe
- Karen-Lise Mynster - Alice Villum, justitieminister
- Henrik Lykkegaard - Jens, chef för den kriminaltekniska avdelningen, tidigare gift med Ditte
- Jens Jørn Spottag - Søren Stræde, chef för Politiet Efterretningstjeneste
- Bjørn Floberg - Hauge, norsk krimiinspektör
- Johan H:son Kjellgren - Horace Rydén, svensk kommissarie
- Sonja Richter - Anna, tolk på RSA
- Beate Bille - Henriette Sander, fotomodell, gift med Benjamin Stern
- Shanti Roney - Benjamin Stern, israelisk maffiamedlem.
- Peder Pedersen - Eddie
- Hasse Alfredson - Eigilsson, Hallgrims försupne far
- Jeanette Hain - Regine Eberlein, kriminalkommissarie för tyska förbundpolisen i Berlin
- Melinda Kinnaman - Frida, en av de många kvinnorna runt Ørnen, och mor till deras barn.
- Harriet Andersson - Esther Stern
- Trevor Laird - Le Mabé
- Søren Spanning - Jens Aagaard
- Ditte Gråbøl - Minna
- Henrik Prip - Præsten
- Ib Tardini - Ib Nellemann
- Maria Ellingsen - Isbjørg
- Robert Reinhold - Flindt
- Tammi Øst - Elin Frandsen
- Michelle Bjørn-Andersens - Caroline Aagaard
- Rolf Saxon - Sam Johnson
- Ines Prange - Estrid Eriksen
- Claus Gerving - William Høst Pedersen